# Вест-Кенсінгтон (станція метро)
51°29′27″ пн. ш. 0°12′23″ зх. д. / 51.490833° пн. ш. 0.206389° зх. д.
Вест-Кенсінгтон (англ. West Kensington) — станція лінії Дистрикт Лондонського метро. Розташована у 2-й тарифній зоні, у Вест-Кенсінгтон, боро Гаммерсміт і Фулем, Лондон, між станціями Ерлс-корт та Баронс-корт. Пасажирообіг на 2017 рік — 5.23 млн осіб
Конструкція станції — наземна відкрита з двома прямими береговими платформами.

## Історія
- 9. вересня 1874 — відкриття станції у складі Metropolitan District Railway (сьогоденна лінія Дистрикт), як 'Норт-Енд (Фулем)'[3][4]
- 1. березня 1877 — станція отримала сьогоденну назву.
- 5. травня 1878 — відкриття трафіку Super Outer Circle[en].
- 30. вересня 1880 — закриття трафіку Super Outer Circle[en][5].
- 14. липня 1965 — закриття товарної станції[6]

## Пересадки
- На автобуси London Buses маршрутів 28, 391 та нічного маршруту N28.

## Послуги
| Попередня станція | Лінія | Лінія                           | Лінія | Наступна станція |
| ----------------- | ----- | ------------------------------- | ----- | ---------------- |
| Баронс-корт       |       | Лондонське метро Лінія Дистрикт |       | Ерлс-корт        |